# Tortelmo de Leicéstria

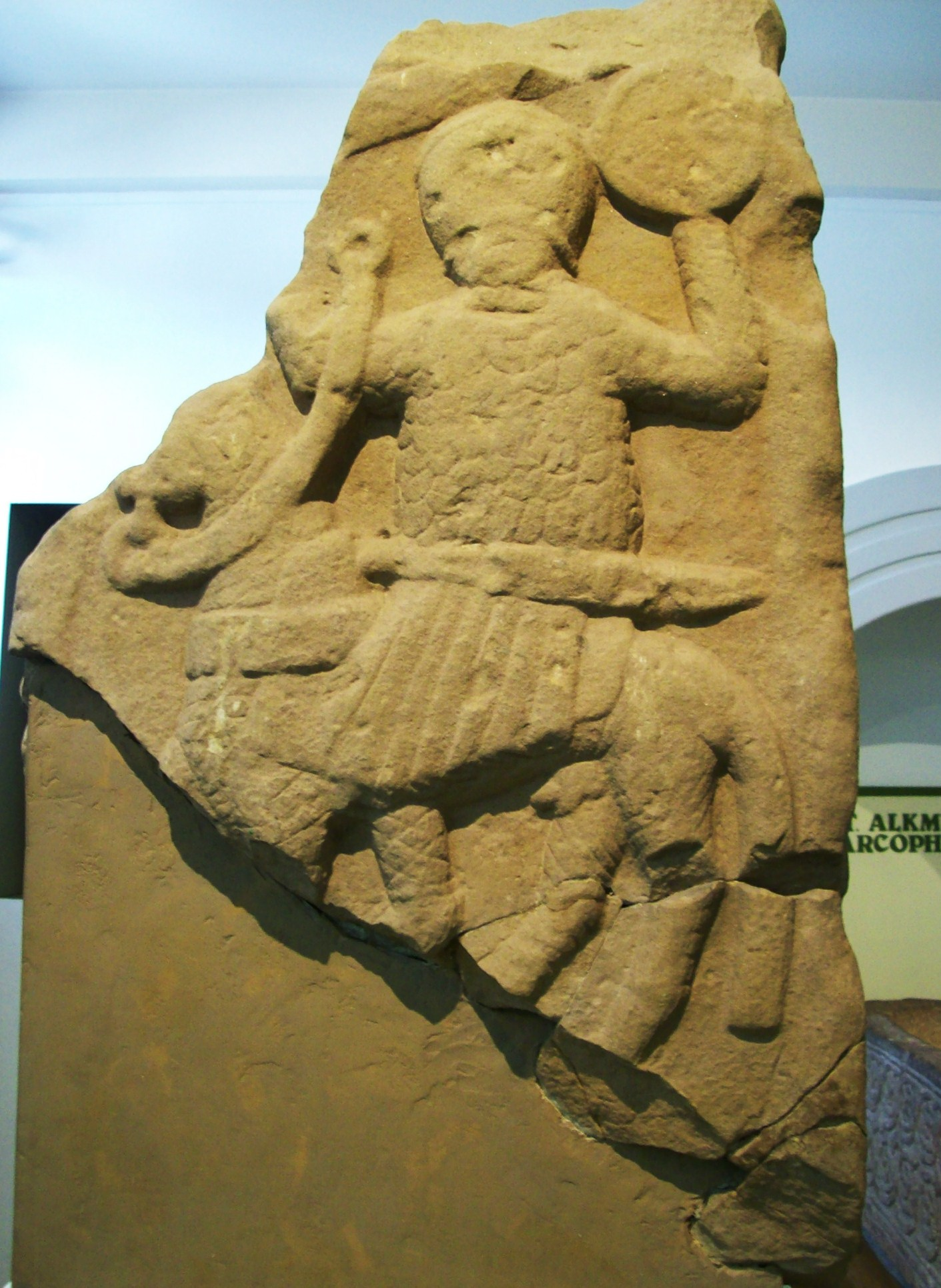
Pedra de Repton que talvez represente Etelbaldo

Tortelmo (em latim: Torhthelmus; em inglês antigo: Torhthelm) foi bispo de Leicéstria de 737 até sua morte em 764.

## Vida
Tortelmo era conhecido por sua piedade. Em 737, foi consagrado bispo de Leicéstria. Em 737, ou em 740, testemunhou documento do rei Etelbaldo que concedia 20 hidas em Aston Blank e Notgrove, Condado de Glócester, para o ministro Osredo; há uma nota de que mais tarde foram dadas à Catedral de Vorcéstria. Em 742, testemunhou outro documento de Etelbaldo no qual confirmava privilégios às igrejas do Reino de Câncio. Em 749, testemunhou outro documento de Etelbaldo no qual concedeu favores a ministros e igrejas da Mércia. Em 757/758, testemunhou um último documento, dessa vez de Cenúlfo, que concedia 5 hidas em North Stoke, Somersécia, à Abadia de Batônia. Em data incerta mandou uma carta ao bispo Bonifácio de Mogúncia em resposta a outra carta que havia recebido do destinatário e ficou feliz em saber que ele pretendia converter os saxões; também enviou um pequeno presente.